# Sturnira giannae
Sturnira giannae (Velazco & Patterson, 2019) è un pipistrello della famiglia dei Fillostomidi diffuso nell'America meridionale.

## Descrizione

### Dimensioni
Pipistrello di piccole dimensioni: 
- Lunghezza totale tra 60 e 73 mm;
- Lunghezza dell'avambraccio tra 41 e 47 mm;
- Lunghezza del piede tra 11 e 15 mm;
- Lunghezza delle orecchie tra 14 e 17 mm;
- Peso fino a 25,3 g.[1]

### Aspetto
La pelliccia è corta e si estende fino a metà dell'avambraccio. Il colore generale del corpo varia dal marrone al bruno-rossastro con la base dei singoli peli più chiara. Sono presenti delle ghiandole su ogni spalla in entrambi i sessi. Il bordo libero dell'uropatagio è ricoperto da corti peli.

## Biologia

### Comportamento
Si rifugia nel denso fogliame, in cavità degli alberi, grotte, canali sotterranei ed anche in edifici.

### Alimentazione
Si nutre di frutta di almeno 41 tipi diversi, rappresentanti 20 generi e 14 famiglie.

### Riproduzione
Femmine che allattavano sono state osservate in Perù nei mesi di maggio, giugno e novembre, altre gravide a marzo, luglio, agosto, ottobre e novembre sempre in Perù e a giugno, luglio ed agosto nella Guyana francese, mentre altre gravide che allattavano a dicembre e gennaio negli stati brasiliani di Pará e Amazonas.

## Distribuzione e habitat
Questa specie è diffusa dal versante orientale andino fino alle pianure adiacenti dell'Amazzonia, dalla Colombia fino alla Bolivia settentrionale, attraverso il Venezuela, Ecuador orientale, la Guyana, la Guyana francese, il Suriname, il Brasile centrale e il Perù. È presente anche sulle isole di Trinidad e Tobago.
Vive in una varietà di habitat forestali fino a 2.000 metri di altitudine.

## Tassonomia
Gli individui di questa nuova specie sono stati precedentemente identificati come appartenenti a Sturnira lilium.

## Conservazione
Questa specie, essendo stata scoperta solo recentemente, non è stata sottoposta ancora a nessun criterio di conservazione.